# Mimet
 Mimet  es una comuna y población de Francia, en la región de Provenza-Alpes-Costa Azul, departamento de Bocas del Ródano, en el distrito de Aix-en-Provence y cantón de Gardanne.
Su población en el censo de 1999 era de 4.151 habitantes. Forma parte de la aglomeración urbana de Marsella-Aix-en-Provence.
Está integrada en la Communauté d’agglomération du Pays d’Aix-en-Provence .

## Demografía
| 1291 | 1360 | 1476 | 2374 | 3464 | 4151 |
| Para los censos de 1962 a 1999 la población legal corresponde a la población sin duplicidades (Fuente: INSEE [Consultar]) |      |      |      |      |      |